# Sornhill Farm
Sornhill Farm, auch Sornhill House, ist ein Herrenhaus nahe der schottischen Stadt Galston in der Council Area East Ayrshire. 1971 wurde das Bauwerk in die schottischen Denkmallisten zunächst in der Kategorie B aufgenommen. Die Hochstufung in die höchste Denkmalkategorie A erfolgte 1995.

## Beschreibung
Das Gebäude liegt abseits der B7037 rund drei Kilometer südöstlich von Galston. Das exakte Baujahr ist nicht bekannt, die früheste Jahreszahl, welche auf einem Sturz verzeichnet ist, lautet 1660. Das Gebäude weist einen grob L-förmigen Grundriss auf. Ursprünglich war der Hauptflügel dreistöckig konzipiert, die Zwischendecke zum obersten Geschoss wurde jedoch zwischenzeitlich entfernt. Eine Plakette am Kamin gibt das Baujahr 1683 in Zusammenhang mit den Initialen R. N. und B. N. an. Über einen rechteckigen Treppenturm mit Wendeltreppe sind die einzelnen Stockwerke zugänglich. Dort befindet sich auch der Eingangsbereich, welcher jedoch umgestaltet wurde und die ursprüngliche Eingangstüre verdeckt.
Vereinzelt sind noch die originalen kleinen Fenster verbaut. Teilweise wurden die Fensteröffnungen aber erweitert und größere Fenster eingesetzt. Zahlreiche Fensterstürze sind mit Inschriften versehen, die heute jedoch oftmals ausgewaschen und unlesbar sind. Das Gebäude schließt mit einem schiefergedeckten Satteldach, das mit Staffelgiebeln gearbeitet ist. An der Ostseite grenzen Stallungen aus dem späten 18. Jahrhundert an.